# Список союзних персонажів коміксів про Тора
Тор (англ. Thor) — вигаданий персонаж, супергерой, що з'являється на сторінках коміксів, виданих американським видавництвом Marvel Comics, який створений на образі однойменного бога з германо-скандинавської міфології.
Протягом історій, опублікованих в коміксах американського видавництва Marvel Comics з моменту його першої появи в «Journey into Mystery» #83 (серпень 1962), персонаж Тора накопичив низку впізнаваних другорядних персонажів. Як і Тор, багато з цих персонажів засновані на міфологічних постатях, проте з'явилася також низка оригінальних персонажів. Тор сформував міцні зв'язки або тісні робочі стосунки з іншими супергероями після того, як став членом та одним із засновників Месників у 1963 році. Крім того, Тор має велику галерею ворогів.

## Сім'я
Як і Тор, більшість членів його сім'ї засновані на персонажах скандинавської міфології, і, як у цих міфах, вони відіграють головні ролі протягом усього видання. Стосунки Тора з родиною були описані як «шекспірівські».
| Персонаж                     | Персонаж                    | Міфологічний персонаж | Перша поява                                 | Творці                                 | Опис |
| (укр.)                       | (англ.)                     | Міфологічний персонаж | Перша поява                                 | Творці                                 | Опис |
| ---------------------------- | --------------------------- | --------------------- | ------------------------------------------- | -------------------------------------- | --- |
| Анжела / Альдріф Одінсдоттір | Angela / Aldrif Odinsdottir |                       | «Age of Ultron» #10 (червень 2013)          | Тодд Макфарлейн; Ніл Ґейман            | дочка Одіна та Фреї, яка, ймовірно, ще немовлям була вбита ангелами Десятого царства, відомого як Небеса, під час їхнього нападу на Асґард |
| Бальдер Одінсон              | Balder Odinson              | Бальдр                | «Journey into Mystery» #85 (жовтень 1962)   | Стен Лі; Джек Кірбі                    | бог світла, заснований на божестві Бальдрі, одного з найближчих друзів Тора з дитинства. Виявлено, що він насправді є сином Одіна та Фреї, що робить його зведеним братом Тора. Одін приховував справжнє ім'я Бальдра, побоюючись пророцтва, згідно з яким смерть Бальдра одного разу викличе Раґнарок, адже заклинання, накладені на нього, зробили його майже невразливим в Асґарді. Після вигнання Тора Бальдер посів трон Асґарду |
| Бестла Болторнсдоттір        | Bestla Bolthornsdottir      | Бестла                | «Journey into Mystery» #97 (серпень 1963)   | Стен Лі; Джек Кірбі                    | дружина Бора, мати Одіна і бабуся Тора; заснована на крижаній велетиці, на ім'я Бестла |
| Бор Бурісон                  | Bor Burison                 | Бор                   | «Journey into Mystery» #97 (серпень 1963)   | Стен Лі; Джек Кірбі                    | батько Одіна, заснований на божестві Бор, був перетворений на сніг могутнім чаклуном (яким виявився Локі) під час війни з крижаними велетнями. Пізніше Локі відродив Бора в Нью-Йорку, розгублений і розлючений Бор напав на Тора. Згодом Тор вбиває його, не знаючи, що це його дід, і в результаті виганяється з Асґарду |
| Бурі Имірсон / Тіваз         | Buri Ymirson / Tivaz        |                       | «Journey into Mystery» #97 (серпень 1963)   | Стен Лі; Джек Кірбі                    | дід Одіна, від якого походить божество Бурі, був першим з богів |
| Відар Одінсон                | Vidar Odinson               | Відар                 | «Thor Annual» #12 (серпень 1984)            | Алан Зеленець; Боб Будянський          | бог сили, заснований на божестві Відар, є сином Одіна від крижаної велетиці, Ґрід. Бувши напіввелетнем, Відар не був прийнятий і жив за міськими стінами Асґарду як хлібороб. Коли дружина Відара Сольвейґ була вбита трьома велетнями, Одін відправив зведеного брата Відара Тора та його двоюрідного брата Годера, щоб допомогти йому знайти вбивць. Під час Раґнарока Тор знаходить тіло Відара, очевидно, вбитого тролями під час захисту своїх земель, Тор підпалює поля Відара, щоб служити величезним похоронним багаттям на честь його смерті |
| Вілі (Ве) Борсон             | Vili (Ve) Borson            |                       | «Journey into Mystery» #97 (серпень 1963)   | Стен Лі; Джек Кірбі                    | брати Одіна, сини Бора й Бестла. У Вілі також є син, Годер. Вони пожертвували собою на початку історії Асґарду, щоб дати можливість Одіну вижити та побудувати місто |
| Гермод Одінсон               | Hermod Odinson              | Гермод                | «Thor» #275 (червень 1978)                  | Рой Томас; Джон Бушема                 | бог швидкості, заснований на божестві Гермод, є зведеним братом Тора від Одіна та Фреї. Завдяки своїй великій швидкості Гермод був гінцем Одіна. Його найбільша місія була тоді, коли він вирушив до Гельгейму, щоб попросити у богині Гели інформацію про те, як оживити Бальдра Хороброго після того, як Локі обманом змусив Годра вбити Бальдра стрілою з наконечником з омели |
| Годер Вілісон                | Hoder Vilison               | Гед                   | «Savage Tales» #4 (березень 1974)           | Рой Томас; Джон Бушема                 | бог зими, заснований на божестві Гед, сліпий двоюрідний брат Тора, син його дядька Вілі. Локі обманом змушує Геда підстрелити Бальдра стрілою з наконечником з омели, перевіряючи його невразливість |
| Кул Борсон                   | Cul Borson                  |                       | «Fear Itself» #1 (квітень 2011)             | Стюарт Іммонен; Метт Фрекшн            | бог страху, брат Одіна і дядько Тора. Суперлиходій, який конфліктував з різними асґардійцями та іншими героями |
| Локі Лофейсон                | Loki Laufeyson              | Локі                  | «Venus #6» (серпень 1949)                   | Стен Лі; Ларрі Лібер; Джек Кірбі       | бог бешкетництва, заснований на божестві Локі, є головним антагоністом Тора. Локі осиротів, коли Одін у битві вбив його батька Лофея, крижаного велетня. Одін, пожалівши Локі, всиновлює його як власного сина. Пізніше з'ясовується, що Локі сам був тим, хто привів ці події в рух. Зрештою Локі приносить Раґнарок в Асґард, коли викрадає кузню, яка створила Мйольнір і оживляє демона Суртура, який кує нові молоти з уру для Локі та його союзників. Після того, як Тор відтворює Асґард в Оклахомі, Локі маніпулює Тором, щоб той відновив його також |
| Мімір Бурісон                | Mimir Burison               |                       | «Thor» #240 (липень 1975)                   | Рой Томас; Сал Бушема                  | дядько Одіна і охоронець колодязя мудрості. Мімір був обезголовлений, а його жива голова була принесена Одіну, який перетворив її на вогонь. У цьому стані Мімір отримав силу пророцтва й Одін зробив його своїм радником. Одін пожертвував своє праве око колодязю Міміра за мудрість, щоб запобігти Раґнароку. Пізніше Тор жертвує обома очима, щоб зрозуміти, як закінчити його цикл |
| Одін Борсон                  | Odin Borson                 | Одін                  | «Journey into Mystery» #85 (серпень 1962)   | Стен Лі; Ларрі Лібер; Джек Кірбі       | всебатько, правитель Асґарду, заснованого на божестві Одін, є батьком Тора. Одін разом зі своїми братами Вілі та Ве убили крижаного велетня Иміра, від якого він походив, і з його тіла створив небо і землю. Потім Одін з братами вирушив до Муспельгейма і бився із Суртуром. Переможені Вілі та Ве пожертвували собою, щоб дати можливість Одіну врятуватися. Їхня смерть також дала Одіну Силу Одіна. Пізніше Одін бореться із Суртуром на Землі, де обидва гинуть. Сила Одіна потім переходить до Тора, який стає володарем Асґарду. Після того, як Асґард і всі його мешканці, здавалося б, гинуть під час Раґнарока, Тор пробуджується з порожнечі небуття і відновлює всіх інших асґардійців, за винятком Одіна. Зрештою Тор знаходить Одіна у вічній битві із Суртуром у порожнечі, де він вирішує залишитися |
| Тір Одінсон                  | Tyr Odinson                 |                       | «Journey into Mystery» #85 (серпень 1962)   | Стен Лі; Ларрі Лібер; Джек Кірбі       | бог війни, заснований на божестві Тір, син Одіна, старший брат Тора. Тір — ветеран, який втратив ліву руку, коли зв'язував вовка Фенріра, був захисником Асґарду до часів Тора. Тір обурюється, коли Тор замінює його. Після того, як Сіф відкидає залицяння Тіра, він ревниво вирушає на Землю, щоб напасти на Тора й зазнає поразки. Пізніше він повстає проти Одіна через його прихильність до Тора, він вступає в союз з Локі й випускає Змія Мідґарду на Землю, але зазнає поразки, коли Локі обманює його. З того часу Тір примирився і відважно боровся за Асґард під час Раґнарока |
| Фрея Фрейрдоттір / Фріґґа    | Freyja Freyrdottir / Frigga | Фрейя                 | «Journey into Mystery» #92 (березень 1963)  | Стен Лі; Роберт Бернштейн; Джо Сіннотт | богиня шлюбу, заснована на божестві Фреї, є дружиною Одіна, мачухою Тора та прийомною матір'ю Локі. Вона вважається матір'ю для більшості асґардійців, навіть втішаючи розбиту горем Сіф. Пізніше з'ясовується, що вона також є матір'ю Бальдра |
| Ґея                          | Gaea                        | Гея                   | «Doctor Strange» (Том 2) #6 (листопад 1974) | Стів Енґлгарт; Дон Гек                 | богиня Землі, заснована на божестві Геї з грецької міфології, є біологічною матір'ю Тора. Ґея злучилася з Одіном, який хотів мати сина, який був би сильним на Землі (а не тільки в Асґарді) і народила Тора. Одін приховував від Тора справжню особистість його матері. Однак пізніше це було відкрито Тору |

## Союзники

### Команди
| Команда              | Команда                 | Перша поява                                                          |
| (укр.)               | (англ.)                 | Перша поява                                                          |
| -------------------- | ----------------------- | -------------------------------------------------------------------- |
| Месники              | Avengers                | «Avengers» #1 (липень 1963)                                          |
| Вартові галактики    | Guardians of the Galaxy | «Annihilation: Conquest - Starlord» #1 (липень 2007)                 |
| Валькіріор           | Valkyrior               | «Thor» #133 (жовтень 1966)                                           |
| Фантастична четвірка | Fantastic Four          | «Fantastic Four» #1 (серпень 1961)                                   |
| Алтімейтс            | Ultimates               | «Ultimates» #2 (лютий 2002)                                          |
| Корпус Торів         | Thor Corps              | «Mighty Thor» #440 (грудень, 1991) / «Secret Wars» #2 (травень 2015) |
| Таємні Месники       | Secret Avengers         | «Civil War» #2 (червень 2006)                                        |
| Ліга царств          | League of Realms        | «Thor: God of Thunder» #14 (жовтень 2013)                            |
| Люди Ікс             | X-Men                   | «X-Men» #1 (липень 1963)                                             |
| Трійка воїнів        | Warriors Three          | «Journey into Mystery» #119 (серпень 1965)                           |

### Персонажі
| Персонаж                       | Персонаж                       | Персонаж                         |                                  | Перша поява                                 | Творці                                                           |
| (укр.)                         | (укр.)                         | (англ.)                          | (англ.)                          | Перша поява                                 | Творці                                                           |
| ------------------------------ | ------------------------------ | -------------------------------- | -------------------------------- | ------------------------------------------- | ---------------------------------------------------------------- |
| Бета Рей Білл                  | Бета Рей Білл                  | Beta Ray Bill                    | Beta Ray Bill                    | «The Mighty Thor» #337 (листопад 1983)      | Волт Саймонсон                                                   |
| Валькірія                      | Валькірія                      | Valkyrie                         | Valkyrie                         | «The Avengers» #83 (грудень 1970)           | Рой Томас; Джон Бушема                                           |
| Кельда                         | Кельда                         | Kelda                            | Kelda                            | «Thor» #6 (лютий 2008)                      | Дж. Майкл Стражинський; Олівер Койпел; Марк Моралез; Лора Мартін |
| Геймдалл                       | Геймдалл                       | Heimdall                         | Heimdall                         | «Journey into Mystery» #85 (жовтень 1962)   | Стен Лі; Ларрі Лібер; Джек Кірбі                                 |
| Ейтрі                          | Ейтрі                          | Eitri                            | Eitri                            | «Thor Annual» #11 (листопад 1983)           | Алан Зеленець; Боб Голл                                          |
| Капітан Америка / Стів Роджерс | Капітан Америка / Стів Роджерс | Captain America / Steve Rogers   | Captain America / Steve Rogers   | «Captain America Comics» #1 (березень 1941) | Джо Саймон; Джек Кірбі                                           |
| Галк / Брюс Баннер             | Галк / Брюс Баннер             | Hulk / Bruce Banner              | Hulk / Bruce Banner              | «The Incredible Hulk» #1 (травень 1962)     | Стен Лі; Джек Кірбі                                              |
| Геркулес                       | Геркулес                       | Hercules                         | Hercules                         | «The Avengers» #10 (листопад 1964)          | Стен Лі; Джек Кірбі                                              |
| Залізна людина / Тоні Старк    | Залізна людина / Тоні Старк    | Iron Man / Tony Stark            | Iron Man / Tony Stark            | «Tales of Suspense» #39 (березень 1963)     | Стен Лі; Джек Кірбі                                              |
| Фандрал Стрімкий               | Фандрал Стрімкий               | Fandral the Dashing              | Fandral the Dashing              | «Journey into Mystery» #119 (серпень 1965)  | Стен Лі; Джек Кірбі                                              |
| Гоґун Похмурий                 | Гоґун Похмурий                 | Hogun the Grim                   | Hogun the Grim                   | «Journey into Mystery» #119 (серпень 1965)  | Стен Лі; Джек Кірбі                                              |
| Вольстаґґ Дебелий              | Вольстаґґ Дебелий              | Volstagg the Enormous            | Volstagg the Enormous            | «Journey into Mystery» #119 (серпень 1965)  | Стен Лі; Джек Кірбі                                              |
| Зевс                           | Зевс                           | Zeus                             | Zeus                             | «Venus» #5 (червень 1949)                   | Стен Лі; Джек Кірбі                                              |
| Містер Фантастик / Рід Річардс | Містер Фантастик / Рід Річардс | Mister Fantastic / Reed Richards | Mister Fantastic / Reed Richards | «The Fantastic Four» #1 (листопад 1961)     | Стен Лі; Джек Кірбі                                              |
| Невидима леді / Сюзан Шторм    | Невидима леді / Сюзан Шторм    | Invisible Woman / Susan Storm    | Invisible Woman / Susan Storm    | «The Fantastic Four» #1 (листопад 1961)     | Стен Лі; Джек Кірбі                                              |
| Людина-факел / Джонні Шторм    | Людина-факел / Джонні Шторм    | Human Torch / Johnny Storm       | Human Torch / Johnny Storm       | «The Fantastic Four» #1 (листопад 1961)     | Стен Лі; Джек Кірбі                                              |
| Істота / Бен Ґрімм             | Істота / Бен Ґрімм             | The Thing / Ben Grimm            | The Thing / Ben Grimm            | «The Fantastic Four» #1 (листопад 1961)     | Стен Лі; Джек Кірбі                                              |
| Срібряний серфер               | Срібряний серфер               | Silver Surfer                    | Silver Surfer                    | «The Fantastic Four» #48 (березень 1966)    | Джек Кірбі                                                       |
| Дівчина Тор                    | Дівчина Тор                    | Thor Girl                        | Thor Girl                        | «Thor» #22 (серпень 2000)                   | Ден Юрґенс; Джон Роміта-молодший                                 |
| Громобійця                     | Ерік Мастерсон                 | Thunderstrike                    | Eric Masterson                   | «Thor» #391 (травень 1988)                  | Том ДеФалко; Рон Френц                                           |
| Громобійця                     | Кевін Мастерсон                | Thunderstrike                    | Kevin Masterson                  | «Thor» #391 (травень 1988)                  | Том ДеФалко; Рон Френц                                           |
| Шторм / Ороро Монро            | Шторм / Ороро Монро            | Storm / Ororo Munroe             | Storm / Ororo Munroe             | «Giant-Size X-Men» #1 (травень 1975)        | Лен Вієн; Дейв Кокрум                                            |
| Росомаха / Джеймс Гоулетт      | Росомаха / Джеймс Гоулетт      | Wolverine / James Howlett        | Wolverine / James Howlett        | «The Incredible Hulk» #180 (жовтень 1974)   | Рой Томас; Лен Вієн; Джон Роміта-молодший                        |
| Зоряний лицар / Пітер Квілл    | Зоряний лицар / Пітер Квілл    | Star-Lord / Peter Quill          | Star-Lord / Peter Quill          | «Marvel Preview» #4 (січень 1976)           | Стів Інґлгарт; Стів Ган                                          |

## Романтичні зацікавлення
| Персонаж                       | Персонаж     | Міфологічний персонаж | Перша поява                               | Творці                    |
| (укр.)                         | (англ.)      | Міфологічний персонаж | Перша поява                               | Творці                    |
| ------------------------------ | ------------ | --------------------- | ----------------------------------------- | ------------------------- |
| Леді Сіф                       | Lady Sif     | Сіф                   | «Journey into Mystery» #102 (січень 1964) | Стен Лі; Джек Кірбі       |
| Джейн Фостер                   | Jane Foster  |                       | «Journey into Mystery» #84 (липень 1962)  | Стен Лі; Джек Кірбі       |
| Чарівниця / Амора              | Enchantress  |                       | «Journey into Mystery» #103 (лютий 1964)  | Стен Лі; Джек Кірбі       |
| Шона Лінд                      | Shawna Lynde |                       | «Thor» #314 (вересень 1981)               | Даґ Менх; Кіт Поллард     |
| Лорелея                        | Lorelei      |                       | «District X» #1 (травень 2004)            | Девід Гайн; Девід Ярдін   |
| Брунгільда                     | Brunnhilde   | Брунгільд             | «Defenders» #4 (листопад 1972)            | Стів Енґлгарт; Сал Бушема |
| Жінка-Галк / Дженніфер Волтерс | She-Hulk     |                       | «Savage She-Hulk» #1 (листопад 1979)      | Стен Лі; Джон Бушема      |